# 잔루카 스카마카
잔루카 스카마카(이탈리아어: Gianluca Scamacca, 1999년 1월 1일 ~ )는 이탈리아의 축구 선수이다. 그의 포지션은 스트라이커로, 현재 세리에 A의 아탈란타에서 활약하고 있다.